# Minerva (Parmigianino)

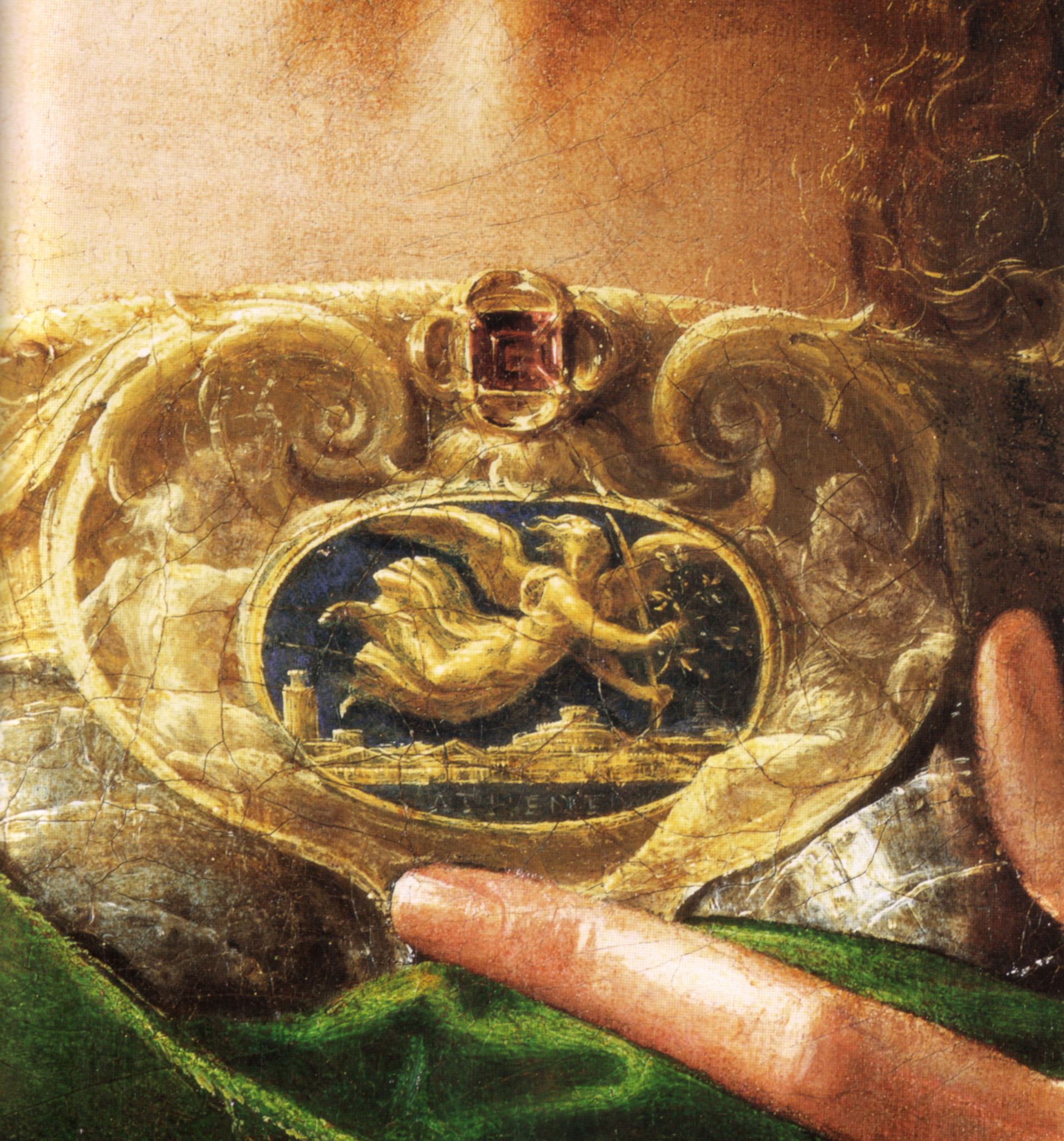
Dettaglio

La Minerva è un dipinto a olio su tela (63,5x45,6 cm) del Parmigianino, databile al 1530-1533 circa e conservato nella Royal Collection di Hampton Court, vicino a Londra.

## Storia
L'opera si trova inventariata a Parma ("una testa col petto di Minerva colorita finita alta b.[raccia] 16 larga 10 di mano del Parmigianino") tra le pitture del cavalier Francesco Baiardo, amico e patrono del Parmigianino nonché probabile acquirente del suo studio dopo la sua morte: dell'artista possedette il Cupido che fabbrica l'arco e sua sorella Elena Tagliaferri gli aveva commissionato la Madonna del collo lungo. Le misure registrate in antico testimoniano un accorciamento, probabilmente avvenuto dopo che ne fu tratta una stampa da Cornelis Visscher, nella quale sopra la testa è presente un maggior spazio nero. Successivamente è menzionata tra i dipinti dello studio Muselli a Verona ("una Pallade armata, nell'armatura v'ha una figurina che rappresenta la Vittoria, mostra una mano ignuda [...] del Parmigianino"). Da questa collezione venne venduta in Francia al mercante Monsieur Alvarese, per poi finire nelle raccolte del duca d'Orléans, che vennero vendute in Inghilterra nel 1792. In tale occasione passò nelle collezioni reali inglesi.
Dubbi sull'autografia sorsero a Copertini (1932) e Freedberg (1950), fugati negli studi successivi. La datazione si basa sulle similitudini stilistiche con la Madonna di San Zaccaria.
Ne esiste un disegno preparatorio nella Pierpont Morgan Library di New York (IV, 41), molto vicino al disegno sottostante il dipinto, scoperto con indagini radiografiche. Originariamente la dea aveva infatti gli occhi più aperti e guardanti verso sinistra. Esistono poi cinque studi per il cammeo e le sue figure di contorno già in collezione Spector, a New York, in uno dei quali Parmigianino esplorò l'idea di una dea seduta.

## Descrizione e stile
L'identificazione della dea è possibile grazie al cammeo che ne decora l'armatura in petto, montato estrosamente tra girali sbalzate con due figure distese e pietre preziose incastonate. In esso è raffigurata una Vittoria in volo che tiene in mano un ramo d'ulivo, suo dono agli uomini, sulla veduta ideale di "Athene", città da essa protetta. La dea è ritratta come una bellezza ideale, elegante e longilinea, tipica del manierismo. Il volto, ruotato verso sinistra e dall'espressione pensosa, è incorniciato dai capelli biondi, con le crespature ravvivate da riflessi dorati, e un elegante nodo in testa. Il collo è allungato a dismisura, ma il gioco delle luci rende la deformazione di stile meno evidente che nella Madonna dal collo lungo.
Le spalle sono coperte da un velo verde, che dà una forte nota di colore sullo sfondo scuro. La mano sinistra si allunga su un seno, come a sfiorare il cammeo. La sofisticata bravura nel dare lucentezza ai gioielli e agli ornamenti metallici si ritrova anche nei vasi e negli oggetti che circondano le Tre vergini sagge e tre vergini stolte nella Madonna della Steccata a Parma, e a lavori di quel periodo rimandanda anche l'incarnato "di porcellana", dallo stile perfettamente finito.